# Jacqueline Susann
Jacqueline Susann (Filadélfia, Pensilvânia, 20 de Agosto de 1918 — Nova Iorque, 21 de Setembro de 1974) foi uma atriz e escritora norte-americana conhecida  pelos seus romances que foram muito vendidos. O seu livro mais notável foi Valley of the Dolls Vale das Bonecas (em português), um livro que quebrou todos os recordes de vendas e que deu origem a um filme e a uma série televisiva.
Morreu em conquequência de um câncer de mama, que acarretou uma metástase.

## Obras
| nº série | Título original              | Título em Português   | Tradução                         | Editora                                      | Ano    | Páginas |
| -------- | ---------------------------- | --------------------- | -------------------------------- | -------------------------------------------- | ------ | ------- |
| 01       | Every Night, Josephine!      | Toda noite, Josephine | Agatha Maria Auersperg           | Hemus                                        | (1963) | 269     |
| 02       | Valley of the Dolls: A Novel | O vale das bolinhas   | Zora Maria Ursula Valencio Pesek | Grijalbo; Círculo do Livro                   | (1966) | 365     |
| 02       | Valley of the Dolls: A Novel | O Vale das Bonecas    | Domingos Demasi                  | Record; Círculo do Livro                     | (1966) | 511     |
| 03       | The Love Machine             | A máquina do amor     | Olivia Tavares                   | Record; Abril Cultural                       | (1969) | 507     |
| 04       | Once Is Not Enough           | Uma Vez Só é Pouco    | Pinheiro de Lemos                | Record; Nova Cultural; Círculo do Livro      | (1973) | 480     |
| 04       | Once Is Not Enough           | Uma Vez não Basta     | José Teixeira de Aguiar          | Europa-América                               | (1973) | 403     |
| 05       | Dolores                      | Dolores               | Ebreia de Castro Alves           | Record; Círculo do Livro                     | (1976) | 176     |
| 06       | Yargo                        | Yargo                 | Isabel Paquet de Araripe         | Record; Rio Gráfica; Globo; Círculo do Livro | (1979) | 230     |